# Le Premier Homme (film)
Pour l’article homonyme, voir Le Premier Homme.
Pour plus de détails, voir Fiche technique et Distribution.
Le Premier Homme est un drame franco-italien de Gianni Amelio adapté du roman éponyme d'Albert Camus sorti en 2011.
Le film a d'abord été présenté en avant-première mondiale au festival international du film de Toronto en 2011, puis en avant première pour l'Asie et le Moyen-Orient au Dubaï Film Festival en 2011 et en avant première européenne au festival de Bari en Italie le 30 mars 2012. Sa sortie en salle a lieu le 20 avril 2012 en Italie, et le 27 mars 2013 en France.

## Synopsis
Jacques Cormery est un écrivain célèbre, âgé de 40 ans, qui va rendre visite à sa mère qui se trouve à Alger, la capitale d'Algérie, dans les rues de Belcourt. Il se rappelle son enfance pauvre, sa grand-mère qui le battait, ses années scolaires, ses amis algériens, mais surtout M. Bernard, son instituteur, qui donne à Jacques le privilège de faire des études.  

## Fiche technique
- Titre : Le Premier Homme
- Réalisation : Gianni Amelio
- Scénario : Gianni Amelio d'après le roman d'Albert Camus
- Direction artistique : Arnaud de Moleron
- Décors :
- Costumes : Patricia Colin
- Photographie : Yves Cape
- Son : François Waledisch
- Montage : Carlo Simeoni
- Musique : Franco Piersanti
- Production : Marco Chimenz, Giovanni Stabilini et Riccardo Tozzi
- Société(s) de production : Cattleya, France 3, Maison de Cinema et Soudaine Compagnie, en association avec les SOFICA Cinémage 4 et Cofinova 7
- Société(s) de distribution :   Studiocanal /  01 Distribution
- Budget :
- Pays d'origine :  France,  Italie et  Algérie
- Langue : français
- Format : couleur - 35mm - 2.35:1 -  Son Dolby numérique
- Genre : drame
- Durée : 100 minutes
- Dates de sortie :
- Canada : 9 septembre 2011
  -  Italie : 20 avril 2012
  -  France : 27 mars 2013

## Distribution
- Jacques Gamblin : Jacques Cormery - 1957
- Nino Jouglet : Jacques Cormery - 1920
- Catherine Sola : Catherine Cormery - 1957
- Maya Sansa : Catherine Cormery jeune - 1920
- Nicolas Giraud : l'oncle Étienne - 1920
- Ulla Baugué : la grand-mère - 1920
- Denis Podalydès : le professeur Bernard
- Sofiane Lakrouf : étudiant algérien
- Régis Romelé : le boucher
- Jean-François Stévenin

## Distinctions

### Récompenses
- 2011 : Prix FIPRESCI du Festival de Toronto

## Box-office
Ne réalisant que 36.000 entrées en France pour 10,3 millions d'euros de budget, Le Premier Homme est le film le moins rentable dans l'histoire du cinéma français. En effet pour cent euros dépensé pour le film, il n'en  rapporta que deux.

## Analyse cinématographique
- Si vous ne connaissez pas le sujet, laissez ce bandeau (vous pouvez alors contacter les auteurs).
- Si vous supprimez le contenu mis en cause (vous pouvez préalablement contacter les auteurs),

argumentez précisément cette suppression dans la page de discussion
(un manque de référence n'est pas un argument ; une recherche réelle de référence doit avoir été effectuée, être formellement documentée).

Porter au cinéma Le Premier Homme, un ouvrage posthume , et inachevé d'Albert Camus, est difficile. Si le jeu des acteurs, dont celui de Jacques Gamblin, est correct, ce qui manquait au film était une analyse plus poussée de la psychologie d'un enfant orphelin, dont le père est mort au combat au début de la première guerre mondiale et dont le père est à la fois une sorte de héros et aussi un inconnu. Les connaisseurs de l'œuvre d'Albert Camus auraient souhaité voir la construction graduelle de l'amour filial que Camus trouvera pour son père absent, sa mère et ses proches, et aussi arriver à montrer toute l'ambigüité de Camus face à la guerre d'Algérie, car connaître sa position était attendu. Mais il est difficile d'avoir une analyse cinématographique sérieuse de ce film, car il faut prendre en compte qu'il est tiré du récit d'un roman inachevé.       

## Réception critique du film
- Si vous ne connaissez pas le sujet, laissez ce bandeau (vous pouvez alors contacter les auteurs).
- Si vous supprimez le contenu mis en cause (vous pouvez préalablement contacter les auteurs),

argumentez précisément cette suppression dans la page de discussion
(un manque de référence n'est pas un argument ; une recherche réelle de référence doit avoir été effectuée, être formellement documentée).
Dès avant la sortie du film, les critiques étaient sceptiques : adapter un roman posthume et inachevé était un pari risqué.
Publié en 1994, ce roman alliait description et réflexions évoquant l'enfance d'un orphelin dont le père avait été tué au début de la première guerre mondiale. 
On peut regretter que ce film n'exprime pas suffisamment ce que Camus pensait de sa famille, de sa mère, de son oncle ou de ses cousins, et du milieu, très pauvre, des Français d'Algérie parmi lesquels il avait grandi.
Par ailleurs, même si le roman de Camus n'aborde pas directement le difficile problème de la guerre d'Algérie, question qui, on le sait, le tourmentait au plus haut point, il aurait cependant été peut-être préférable que le film tienne davantage compte de cet arrière-plan historique.
Néanmoins, on peut estimer que le réalisateur réalise en partie ce projet difficile : retracer l'évolution d'un enfant qui deviendra un grand écrivain.

Plutôt que d'être adapté au cinéma, ce roman aurait peut-être pu faire l'objet d'un téléfilm, format sans doute plus approprié.  